# Завксідам
Завксідам (Зевксідам) — легендарний цар Спарти з роду Евріпонтідів, що правив у кінці VIII століття до н. е.. — початку VII століття до н. е..
Згідно з Павсанієм, Завксідам був сином Архідама, онуком царя Феопомпа (Павсаній: 3; 7). Саме йому Павсаній приписує остаточну перемогу в Першій Мессенській війні, який через 5 місяців захопив фортецю Ітому.